# 자이언 클라크
자이언 자카리아 클라크(Zion Zachariah Clark, 1997년 9월 27일 ~ )는 미국의 레슬링 선수, 프로 종합 격투기 선수, 휠체어 경주 선수다. 클라크는 꼬리 퇴행 증후군이라는 희귀 질환 때문에 하체가 성장하지 않았다. 그는 레슬링 팀의 일원으로서 오하이오 주 투스카라와스 에 있는 켄트 주립 대학교에 다녔다.

## 레슬링
Massillon Washington High School 의 1학년과 2학년 동안 클라크는 레슬링에서 승리하지 못했다. 주니어 시즌에 상황이 바뀌기 시작했고 시니어 시즌에 그는 33-15 기록을 세웠다. 그는 나중에 오하이오주 투스카라와스에 있는 켄트 주립 대학에 입학하여 레슬링과 휠체어 경주에 참가했다.

## 종합격투기 경력
클라크는 2022년 12월 17일 유진 머레이를 상대로 프로 데뷔를 했다. 그는 만장일치로 싸움에서 승리했다.

## 미디어에서
클라크는 2018년 다큐멘터리 <Zion>에 출연했다. 선댄스 영화제에서 공식 상영되었고 나중에 넷플릭스에서 스트리밍 됐다. 이 다큐멘터리는 제40회 연례 스포츠 에미상에서 2개의 에미상을 수상했다.

## 개인 생활
오하이오의 위탁 양육 시스템에서 성장한 클라크는 킴벌리 호킨스에게 입양됐다.

## 기록
자이언 클라크는 세 개의 기네스북 기록을 소유하고 있다.
- 손으로 20M 달리기 기록 - 4.78초
- 손으로 박스점프 기록 - 33인치(84cm)
- 3분 동안 다이아몬드 푸쉬업 - 248회